# Toshiki Yui
Toshiki Yui (jap. 唯 登詩樹, Yui Toshiki; * 1956 in Japan) ist ein japanischer Mangaka. Er zeichnet vor allem erotische Geschichten und Hentai. Dabei verwendet er hauptsächlich Computergrafiken für Schattenwürfe und Hintergründe.
Bei seinen frühen Werken verwendete er den Namen Toshiki Yui für seine Hentai-Manga und Masaki Katō (加藤 雅基) für normale Manga, ab 1990 für beide nur noch Toshiki Yui.
Besondere Aufmerksamkeit in der Presse erreichte der Manga Hot Junction. Laut Jason Thompson ist dieser das einem westlichen Publikum wohl bekannteste Werk mit Futanari in der Hauptrolle.

## Werke
als Masaki Katō:
- Battle Staff (バトルスタッフ, Batoru Sutaffu; 1986)
- Kaori Paradise (KAORIパラダイス, Kaori Paradaisu; 1986)
- Arms (1988)
- Enamel Type no Esquisse (エナメルタイプのエスキス, Enameru Taipu no Esukisu; 1989)
- Kurara Shake (くららシェイク, Kurara Sheiku; 1990–1994, 3 Bände)

als Toshiki Yui:
- Mermaid Junction (マーメイド・ジャンクション, Māmeido Jankushon; 1987)
- Tadaima Heart Konsenchū (ただいまハート混線中, ~ Hāto ~; 1988)
- Wingding Party (ウィンディングパーティー, Windingu Pāti; 1990, Deutschland 2002)
- Umauma (ウマウマ; 1990)
- Misty Girl (ミスティガール, Misuti Gāru; 1991, Deutschland 2000[2])
- X2 (1993)
- Junction (ジャンクション, Jankushon, 1993–1994, 2 Bände)
- Kirara (Japan 1993–1997, Deutschland 2001–2002, 6 Bände)
- Hot Junction (ホットジャンクション, Hotto Jankushon; 1993–1994, 2 Bände, Deutschland 2000–2001)
- Princess Quest Saga (1994)
- Yui Museum (唯ミュージアム, Yui Myūjiamu; 1995, 3 Bände)
- Ikenai yo Yūko-san (いけないよ ゆう子さん; 1996)
- It (1998–1999, 2 Bände)
- Yui Shop (Japan 1999–2003, Deutschland 2002–2004, 4 Bände)
- Trouble Gemini (とらぶるジェミニ, Toraburu Jemini; 2000)
- Re Yui (2000)
- Kagome Kagome (かごめかごめ, Japan 2000–2001, Deutschland 2002–2003, 3 Bände)
- Suna no Kami, Sora no Hito (砂の神空の人; 2002)
- Yui Shop mini (2003–2007, 3 Bände)
- Boku no Futatsu no Tsubasa (ボクのふたつの翼, 2003–2005, 5 Bände)
- Nihon no Osusume – Plat du Jour (本日のオススメ〜PLAT DU JOUR〜; 2004)
- Mai no Heya (MAIの部屋; 2006–2008, 3 Bände)
- swing-style (2007–2008, 2 Bände)
- H na… (Hな…; 2008)
- My doll house (2010–2012, 3 Bände)
- Saikin Kono Sekai wa Watashi Dake no Mono ni Narimashita…… (最近この世界は私だけのモノになりました……; seit 2013)

In den USA erschien Hot Junction als Hot Tails und Wingding Party als Wingding Orgy: Hot Tails Extreme. In Deutschland erschien Hot Tails in 3 Bänden zwischen 2000 und 2002 bei BD erotix.